# Kolinda Grabar Kitarović
Kolinda Grabar-Kitarović, hrvaška političarka in diplomatka, * 29. april 1968, Reka, SFRJ.
Med letom 2015 do 2020 je bila predsednica Hrvaške. Bila je prva ženska, ki je bila izvoljena na to funkcijo po prvih večstrankarskih volitvah leta 1990 in neodvisnosti od Jugoslavije leta 1991 in postala je tudi najmlajša oseba, ki je prevzela predsedniško mesto. 
Pred izvolitvijo za hrvaško predsednico je Grabar-Kitarović opravljala številne vladne in diplomatske funkcije. Bila je ministrica za evropske zadeve od 2003 do 2005, prva ministrica za zunanje zadeve in evropske integracije od 2005 do 2008, hrvaška veleposlanica v ZDA od 2008 do 2011 in pomočnica generalnega sekretarja za javno diplomacijo pri Natu pri generalnih sekretarjih Andersu Foghu Rasmussen in Jens Stoltenberg od leta 2011 do 2014. Je prejemnica Fulbrightove nagrade za življenjsko delo in številnih državnih in mednarodnih nagrad, odlikovanj, častnih doktoratov in častnih državljanstev. 
Grabar-Kitarovićeva je bila članica konservativne stranke Hrvaška demokratična zveza med letoma 1993 in 2015 in je bila tudi ena od treh hrvaških članic Trilateralne komisije, vendar je morala ob nastopu funkcije predsednika odstopiti z obeh položajev, saj hrvaški predsedniki med opravljanjem funkcije ne smejo opravljati drugih političnih funkcij ali članstva v stranki. Kot predsednica je leta 2015 skupaj s poljskim predsednikom Andrzejem Dudo sprožila pobudo Tri morja. Leta 2017 je revija Forbes Grabar-Kitarović uvrstila na 39. mesto najmočnejših žensk na svetu. Leta 2020 je bila izvoljena za hrvaško predstavnico v Mednarodnem olimpijskem komiteju.

## Življenjepis
Rojena je bila kot hči očeta Branka (1944) in mame Dubravke (1947) Grabar. Odraščala je v hrvaški Istri. Ime je dobila po pesmi Daj, daj, daj, Kolinda tedaj znane hrvaške pevke Zdenke Vučković. Ima tudi mlajšega brata Branka (1973). 
Kolinda je hrvaška političarka in diplomatka, nekdanja ministrica zunanjih zadev in evropskih integracij od leta 2005 do začetka 2008. Od 2008 do 2011 je bila na dolžnosti veleposlanice Republike Hrvaške v ZDA. Od julija 2011 je bila pomočnica glavnega tajnika zveze NATO za javno diplomacijo. Spomladi 2014 se je stranka HDZ odločila, da bo njihova kandidatka za predsedniške volitve decembra 2014.

### Zasebno življenje
Ob hrvaščini govori aktivno še angleško, špansko in portugalsko. Od leta 1996 je poročena z Jakovom Kitarovićem, ki je profesor na Reški pomorski fakulteti in imata sina Luko in hčer Katarino.

## Predsednica Hrvaške

### Predsedniške volitve 2015
V drugem krogu sta se pomerila do takrat še aktualni predsednik Ivo Josipović in Kolinda Grabar-Kitarović. Z razliko nekaj manj kot treh odstotkov je zmagala Kitarovićeva in tako postala prva ženska hrvaška predsednica. Prisegla je 15. februarja 2015 v Zagrebu.

### Predsedniške volitve 2019-20
Grabar-Kitarovićeva se je na volitvah, ki so potekale 22. decembra 2019, potegovala za vnovičen mandat. Izzvalo jo je deset protikandidatov. V drugi krog se je uvrstila skupaj z nekdanjim premierjem Zoranom Milanovićem, ki je Grabar-Kitarovičevo prehitel za slabe tri odstotke. V drugem krogu je prejela 47,34 % glasov, Milanović pa 52,66 %, s čimer je postal novi predsednik Hrvaške.